# 伯樂音樂學院
伯樂音樂學院（英語：Baron School of Music），是香港第一所揉合流行及古典音樂教育的私立專業學院，2006年由香港音樂人伍樂城創辦，由羅乃新、葉富生、甄健強、雷有輝、藝深等多位行內資深導師擔任學院顧問、學系總監或導師，而曾於香港樂壇出道成為歌手而目前正擔任導師的包括雷有輝、蔡立兒、歌莉雅、布志綸、陳蒨葶、陳詠桐、R-ICE成員鄧佑剛及EO2成員謝凱榮。
地址位於灣仔駱克道193號東超商業中心7樓、11樓（1104室）、19樓、21樓及26樓（2604室）。

## 《歌手的誕生大賽》
《歌手的誕生大賽》為伯樂音樂學院的年度盛事，每屆冠軍（金獎得主）皆會獲支持於香港樂壇正式出道成為歌手。
| 屆別 | 決賽日期      | 決賽地點                       | 金獎得主           | 銀獎得主          | 銅獎得主          | 最具人氣歌手大獎得主 |
| ---- | ------------- | ------------------------------ | ------------------ | ----------------- | ----------------- | -------------------- |
| 1    | 2023年2月5日  | 伊利沙伯體育館                 | 彭晉健 （Mike P.） | 林潔心 （BiBi）   | 施顯澍 （Austin） | 羅建華 （Wilson）    |
| 2    | 2024年2月3日  | 九龍灣國際展貿中心ROTUNDA 3    | 黃星皓 （Sing Ho） | 孫煒龍 （Zac）    | 周智敏 （Emily）  | 孫軒 （Suen Hin）    |
| 3    | 2025年1月25日 | 香港演藝學院香港賽馬會演藝劇院 | 羅子媛 （Jacey）   | 黃靖瑜 （Colour） | 林琬晴 （Yumiko） | 袁梓峰 （Toby）      |